# Guambianos
Os Guambianos ou Misak são um povo originário do Cauca, no sul da Colômbia. Sua principal terra indígena demarcada desde a época colonial é Guambia, no município de Silvia, mas eles também vivem em outras localidades próximas, na Cordilheira Central dos Andes colombianos. Para ter acesso às terras cultiváveis, alguns emigraram para fundar novas reservas no Huila e no próprio Cauca.

## Território
No Vale de Pubenza estava a Confederação Pubense, cujo centro era a atual Popayán, que chamavam Yauto. O território da confederação chegava até Santander de Quilichao ao norte; ao sul até o rio Moras, e a leste os páramos e o sopé oriental da Cordilheira Central. Das obras de engenharia indígenas na região, a mais notável é a pirâmide do Morro de Tulcán, que era um local cerimonial indígena dentro da área de maior concentração da população assentada no Vale, onde os pubenenses tinham domínio político estendido a todas as comunidades.
Formavam parte desta confederação Guambia, Coconuco, Quizgó, Ambaló, Zanzula, Malvasá, Polindara, Pisabarro, Guanaca, Socomita, Chero, Chizatao, Timbío, Cajibío y Calosé. Com a Conquista espanhola, essa confederação desapareceu, mas os Misak se refugiaram nos páramos mais distantes para conseguir sobreviver. Em 1700, a Coroa espanhola finalmente demarcou e escriturou a terra de Guambia como "resguardo", cuja autoridade principal era o cacique.
Muitos Misak retornaram para as terras baixas e, com a Constituição de 1991 conseguiram a demarcação de novos "resguardos". Toda essa rede de terras indígenas (16 e duas comunidades) é chamada de Nu nachak, que significa "nosso grande lar", ou Grande Confederação Misak, e se refere à união social do povo Misak como se fosse o lar da família dos antigos.
Os seguintes "resguardos" Misak são reconhecidos oficialmente:
- Guambía (Silvia, Cauca)
- La María (Piendamó, Cauca)
- Bonanza (Morales, Cauca)
- La Gaitana (La Plata, Huila)
- New Dawn (La Argentina, Huila)
- Nam Misak (La Plata e La Argentina, Huila)

Eles compartilham a terra indígena La Reforma, em La Plata, com uma comunidade Nasa. Em Tuluá, existe uma comunidade no setor rural, e em Cali, a comunidade Nu Pachik chak vive há 50 anos. Outros assentamentos Misak estão em territórios do Cauca, como Kurak-Chak (Cajibío), Piscitao, (Pinedamó), Munchique (El Tambo), San Antonio (Morales) e Ovejas (Caldono) .

## Aspectos culturais
Os grupos domésticos patrilocais são a base da organização social. Eles praticam a endogamia étnica e a exogamia da comunidade local.
A sua economia é baseada na agricultura, tendo como principais culturas o milho, a batata, os feijões, o café, o ulhuco, a oca, a cenoura, a beterraba, a lentilha, a couve e a fava.
Seu pensamento é dualista, baseado em oposições como sol-lua, masculino-feminino. O mөrөpik é o curandeiro Misak, ele é escolhido entre as crianças com disposição, e é educado para mediar com os espíritos. Faz a cerimônia de limpeza chamada pishimarөp.
A vestimenta tradicional do homem é uma curta saia azul (lusa pal) que envolve a cintura, dois ponchos retangulares estreitos (tori) e um chapéu . As mulheres vestem o luzig o "anaco", um vestido típico que vai abaixo do joelho, pressionado na cintura com uma faixa, uma blusa monocromática, uma capa azul que passa sobre o peito presa por um prendedor de metal, gargantilhas de contas, e um chapéu (kuari).

## Língua
Os misak falam sua própria língua Namtrik, que está intimamente relacionada às línguas totoró (do muncípio de Totoró) e coconuco, e tem sido classificada na família barbacoana.